# Herbert Henry Asquith
Herbert Henry Asquith, I conde de Oxford y Asquith KG, PC (12 de septiembre de 1852-15 de febrero de 1928) fue primer ministro del Reino Unido por el Partido Liberal, entre 1908 y 1916. Antes de su acceso a la nobleza, era conocido como H. H. Asquith, y luego como Lord Oxford.

## Biografía
Nació en Morley, West Yorkshire, hijo de  Joseph Dixon Asquith (10 de febrero de 1825-29 de marzo de 1860) y de Emily Willans (4 de mayo de 1828-12 de diciembre de 1888). Los Asquith eran una familia de clase media, miembro de la Iglesia congregacional. Joseph era un comerciante de lanas y llegó a tener su propia fábrica.
Herbert tenía siete años cuando murió su padre. Emily y sus hijos se mudaron a la casa del padre de ella, William Willans, otro vendedor de lanas de Huddersfield. Herbert recibió su educación allí y luego fue enviado al internado moravo de Fulneck, cerca de Leeds.
En 1863, Herbert fue enviado a vivir con un tío, en Londres, y allí entró en la Escuela de Londres. Fue educado allí hasta 1870 y su mentor fue el director, Edwin Abbott Abbott.
En 1870, Asquith ganó una beca en filología clásica para el Balliol College, de Oxford. En 1874, Asquith fue premiado con la beca Craven y se transformó en presidente de la Unión de Oxford. Se graduó ese año y pronto fue elegido miembro de la junta de gobierno de Balliol. Mientras tanto, entró a Lincoln's Inn como estudiante de leyes, y sirvió durante un año como aprendiz bajo las órdenes de Charles Bowen.
Obtuvo el título de abogado en 1876 ejerciendo con éxito su carrera a lo largo de la década de 1880.

### Matrimonio

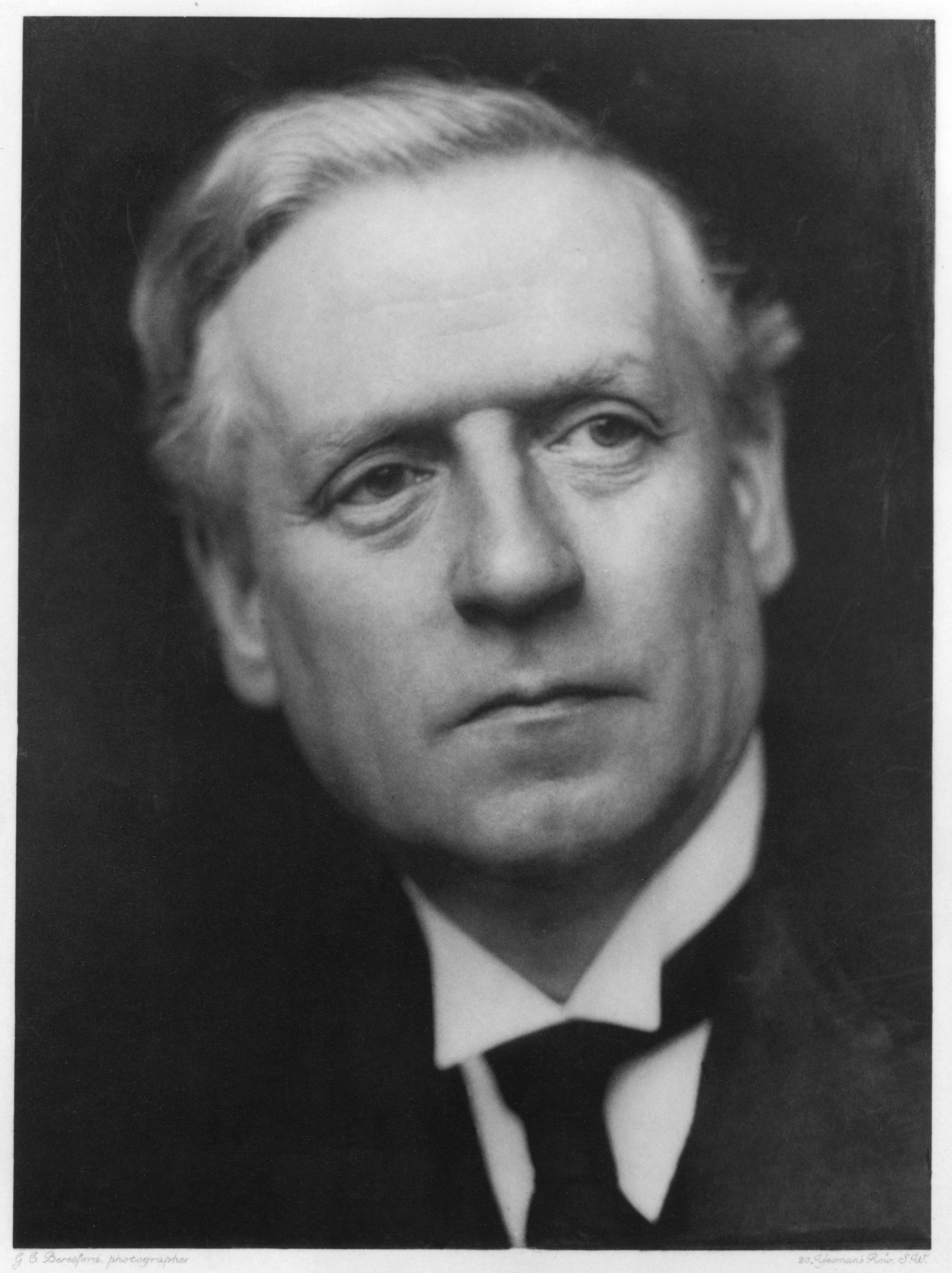
Herbert Henry Asquith.

Se casó en 1877 con Helen Kelsall Melland, hija de un médico de Mánchester, y tuvieron cuatro hijos y una hija antes de que ella muriera de fiebre tifoidea en 1891. Estos hijos fueron Raymond, Herbert Asquith (1881-1947), Arthur Melland Asquith (1883-1939), Violet (1887-1969), y Cyril. De ellos, Violet y Cyril llegaron a pertenecer a la nobleza por derecho propio; Cyril entró en la Cámara de los Lores.
En 1894 se casó con Margot Tennant, hija de sir Charles Tennant, 1° barón. Con Margot tuvo dos hijos: Elizabeth (luego princesa Antoine Bibesco) (1897-1945) y el director de cine Anthony Asquith (1902-1968).
Todos sus hijos, salvo Anthony, se casaron y tuvieron descendencia. Su descendiente más conocida hoy en día es la actriz Helena Bonham Carter, nieta de Violet.

### Carrera política
En 1886 fue elegido diputado por el Partido Liberal en la circunscripción de East Fife, Escocia y, en 1892, se convirtió en Secretario de Estado para Asuntos del Interior (Home Secretary) en el cuarto gobierno liderado por William Ewart Gladstone. Después de la derrota de los liberales en las elecciones de 1895, dedicó menos tiempo a la actividad política, llevando a cabo, no obstante, una campaña eficaz contra el imperialismo y las propuestas arancelarias de Joseph Chamberlain. En 1905, fue designado ministro de Hacienda (Chancellor of the Exchequer) en el nuevo gobierno liberal de Henry Campbell-Bannerman, quien obtuvo una arrolladora victoria en las elecciones de 1906, tras lo cual Asquith llevó adelante la tradicional política de liberalismo comercial de su partido.
Fue nombrado primer ministro el 5 de abril de 1908, tras la renuncia de Campbell-Bannerman. Asquith trató de promover una política fiscal progresiva (aumento del gasto social y de los impuestos a los ricos), pero la ley de presupuesto, ya aprobada en la Cámara de los Comunes, se vio obstaculizada por la Cámara de los Lores que impuso su veto, el cual tradicionalmente no se había previsto en relación con las leyes fiscales. El resultado fue un conflicto institucional que enfrentó a las dos cámaras: la de los Comunes, integrada por una mayoría liberal que apoyaba la ley, y la otra, la de los Lores, que se oponía firmemente. Después de las elecciones de enero de 1910, en las que Asquith había conservado la mayoría con el apoyo del parlamento irlandés, fue aprobado el presupuesto, y en 1911, con el apoyo del nuevo rey Jorge V, una nueva ley que redujo el poder de veto de los Lores (Parliament Act). A cambio del apoyo del Parlamento irlandés, en 1912 se le concedió la autonomía a Irlanda, cuya entrada en vigor, sin embargo, fue pospuesta debido al estallido de la Primera Guerra Mundial. 
El estallido de la guerra tomó por sorpresa a los liberales, en general orientados al mantenimiento de la paz en Europa, pero la violación de la neutralidad belga por Alemania llevó a la intervención de Gran Bretaña en el conflicto, al lado de Francia. En 1915, tras la derrota sufrida en la desastrosa campaña de Gallipoli, Asquith formó un nuevo gobierno, con la participación de los conservadores, pero las constantes críticas a su manejo de la guerra lo llevaron a renunciar, el 5 de diciembre de 1916. Había ocupado el cargo durante más de ocho años, el lapso más largo de un primer ministro británico hasta los tiempos de Margaret Thatcher.
Asquith se mantuvo fuera del gobierno del nuevo primer ministro, David Lloyd George, y cuando la guerra finalizó, el Partido Liberal se dividió en dos facciones, encabezadas por Asquith y Lloyd George, un aliado de los conservadores. Cuando finalmente los dos grupos se unieron bajo el liderazgo de Asquith, acordaron apoyar el primer gobierno laborista de Ramsay MacDonald, quien tenía la mayoría en la Cámara de los Comunes (1924). Perdió su escaño en las elecciones que siguieron a la caída de los laboristas, siendo nombrado Par de Inglaterra con el título de conde de Oxford y Asquith, y se incorporó a la Cámara de los Lores.
Murió en su casa de campo de Sutton Courtenay, Oxfordshire, el 15 de febrero de 1928.

### Nombre
Cuando era joven, su familia lo llamaba Herbert, pero su segunda mujer lo llamaba Henry. De todas maneras, en público se le decía invariablemente «H. H. Asquith». «Ha habido unos pocos personajes nacionales de importancia cuyos nombres de pila fueran tan poco conocidos para el público», escribe su biógrafo, Roy Jenkins.
Cuando accedió a la nobleza en 1925, se propuso tomar el título de conde de Oxford por la ciudad cercana a la cual vivió y la universidad a la que asistió. Surgieron objeciones, especialmente por parte de descendientes de anteriores condes de Oxford (títulos para entonces ya extintos), y a su título se le dio entonces el nombre de conde de Oxford y Asquith. En la práctica, de todos modos, era conocido como Lord Oxford.
Durante el su período como segundo de Sir Henry Campbell-Bannerman, «C. B.», era conocido por pedir por él para el debate parlamentario diciendo: «Llamen al martillo», haciendo referencia al confiable control de los hechos que tenía Asquith, y a su habilidad para dominar el intercambio verbal.

### Biográfica
- Bates, Stephen. Asquith 2006. 176 pp.
- Cassar, George H.  Asquith as War Leader. London\: Hambledon Press, 1994. ISBN 1852851171 OCLC 30735308
- Clifford,  Colin. The Asquiths. London: John Murray, 2002. ISBN 0719554578 OCLC 49238720
- De Courcy, Ann. Margot at War: Love and Betrayal in Downing Street, 1912-1916 (Weidenfeld & Nicholson, 2014) ISBN 9780297869832 OCLC 909289608
- Hazlehurst, Cameron. "Asquith as Prime Minister, 1908–1916," The English Historical Review Vol. 85, No. 336 (July 1970), pp. 502–531 in JSTOR
- Jenkins, Roy. Asquith: Portrait of a Man and an Era. New York: Chilmark Press, 1964. OCLC 8991619
- Koss, Stephen. Asquith. New York: St. Martin's Press, 1976. OCLC 2650524; scholarly biography
- Little, John Gordon. "H. H. Asquith and Britain's Manpower Problem, 1914–1915." History 1997 82(267): 397–409. Issn: 0018-2648; admits the problem was bad but tries to exonerate Asquith; Fulltext: in Ebsco
- Matthew, H. C. G. "Asquith, Herbert Henry, first Earl of Oxford and Asquith (1852–1928)", Oxford Dictionary of National Biography, online
- Spender, J.A., and Cyril Asquith, Life of Herbert Henry Asquith, Lord Oxford and Asquith. (2 vols) Hutchinson, 1932. OCLC 767392

### Estudios eruditos
- Adams, R.J.Q. '"Andrew Bonar Law and the fall of the Asquith Coalition: The December 1916 cabinet crisis," Journal of History (1997) 32#2 pp 185–200; sees Bonar Law as the key player
- Blake, Robert. The Unknown Prime Minister: the Life and Times of Andrew Bonar Law, 1858-1923. London: Eyre & Spottiswoode, 1955. OCLC 1246538
- Blewett, Neal. The Peers, the Parties, and the People: The British General Elections of 1910. Toronto: University of Toronto Press, 1972.  ISBN 0333098110 OCLC 497155
- Cregier, Don M. "The Murder of the British Liberal Party," The History Teacher Vol. 3, No. 4 (May 1970), pp. 27–36 online edition, blames Asquith, Lloyd George and the voters
- De Groot, Gerard Douglas Haig 1861–1928. Larkfield, Maidstone: Unwin Hyman, 1988.
- Fair, John D.  "Politicians, Historians, and the War: A Reassessment of the Political Crisis of December 1916," The Journal of Modern History, Vol. 49, No. 3, On Demand Supplement. (September 1977), pp. D1329-D1343. in JSTOR
- Fry, Michael. "Political Change in Britain, August 1914 to December 1916: Lloyd George Replaces Asquith: The Issues Underlying the Drama," The Historical Journal Vol. 31, No. 3 (September 1988), pp. 609–627 in JSTOR
- Hankey, Lord. The Supreme Command, 1914–1918. 2 vols. 1961.
- Havighurst, Alfred F. Twentieth-Century Britain. 1966. standard survey online edition
- Hazlehurst, Cameron. "Asquith as Prime Minister, 1908-1916." English Historical Review (1970): 502-531. in JSTOR
- Heffer, Simon (1998), Power and Place: the Political Consequences of King Edward VII, Weidenfeld and Nicolson, ISBN 978-0297842200.
- Jeffery, Keith (2006). Field Marshal Sir Henry Wilson: A Political Soldier. Oxford University Press. ISBN 978-0-19-820358-2.
- Kelley, Robert. "Asquith at Paisley: the content of British Liberalism at the end of its era." Journal of British Studies (1964) 4#1 pp: 133-159. in JSTOR
- McGill, Barry. "Asquith's Predicament, 1914-1918." Journal of Modern History (1967): 283-303. in JSTOR
- Magnus, Philip (1964), King Edward The Seventh, London: John Murray, ISBN 0140026584.
- Nicolson, Sir Harold (1952), King George the Fifth: His Life and Reign, London: Constable and Co.
- Powell, David. British Politics, 1910–1935: The Crisis of the Party System. 2004.
- Rose, Kenneth (1983), King George V, London: Weidenfeld and Nicolson, ISBN 0-297-78245-2.
- Rowland, Peter. The Last Liberal Governments. New York: Macmillan, 1969-72. 2 vol. set. OCLC 3997
- Taylor, A. J. P. English History, 1914–1945. New York and Oxford; Oxford University Press, 1965.
- Simpson, William. Twentieth Century British History: A Teaching Resource Book. London; New York: Routledge, 2005. ISBN 9780415311151. OCLC 56875498
- Turner, John. British Politics and the Great War: Coalition and Conflict, 1915–1918 (1992)
- Wilson, Trevor. The Downfall of the Liberal Party 1914–1935. 1966.
- Woodward, Sir Llewellyn. Great Britain and the War of 1914–1918. 1967.
- Woodward, David R. "Field Marshal Sir William Robertson: Chief of the Imperial General Staff in the Great War". Westport: Praeger, 1998. ISBN 0-275-95422-6 OCLC 37187474